# Cobian Backup
Cobian Backup è un software freeware di backup, supportato da donazioni, per Microsoft Windows. È scritto in Delphi da Luis Cobian dell'Università svedese Umeå University.

## Storia
Cobian Backup è stato distribuito nel 2000. Il programma è stato poi riscritto e distribuito con il numero di versione 7.
La successiva versione (version 8) è stata pubblicata nel 2006. Il suo codice sorgente è stato poi messo a disposizione sotto la Mozilla Public License alla fine di gennaio 2007. Tuttavia, con la versione 9 l'autore di Cobian Backup decide di tornare ad un modello di sviluppo completamente closed source.. Le precedenti versioni rimarranno sempre Open Source, poiché l'autore dovrà mantenere la versione 8 (Black Moon) sotto la Mozilla Public License.
Nel 2013 i sorgenti e i diritti sono stati venduti a James Sweeney, da allora non sono più state rilasciate nuove versioni.

## Descrizione
Cobian Backup trasferisce le copie dei file in un luogo sicuro e tiene traccia di tutte le modifiche a questi file. Il programma sincronizza le copie dei file di backup tramite un file di log, consentendo inoltre la tutela contro la perdita di singoli file o directory mediante opportuni algoritmi. Supporta Unicode, FTP, compressione ZIP, SQX, 7z), crittografia (incluso Blowfish, Rijndael, DES, RSA-Rijndael), backup incrementale e differenziale. 
Supporta nomi di file lunghi (32.000 caratteri) per tutti i backup eccetto ZIP (per il quale accetta solo 256 caratteri). Il software può essere installato come applicativo o come servizio funzionante in background. Il supporto multilingue è implementato mediante file di lingua inviati dagli utenti. Il programma consente agli utenti di configurare e pianificare routine di backup regolari, per esempio un 'differential backup' ogni notte (che esegue il backup dei file utente che sono stati modificati dopo l'ultimo backup completo) e un 'full backup' ogni 7 notti (backup di un set completo di file utente). 
I backup possono essere salvati su CD, DVD, memory stick USB, su un secondo hard disk (interno o esterno) ecc. Gli utenti dovrebbero mirare se possibile a utilizzare supporti rimovibili, e idealmente dovrebbero rimuovere fisicamente i media in un luogo separato di stoccaggio sicuro solo nel caso in cui il computer è stato rubato, danneggiato, bruciato ecc. L'effettuare backup di file nel medesimo hard disk dei file originali offre solo una protezione minima contro cancellazioni accidentali o file corrotti, ma non protegge contro molti altri eventi più seri.

## Interfaccia utente
L'interfaccia utente è un'applicazione desktop per configurare il programma, i salvataggio, le schedulazioni, le notifiche e per la consultazione dei log.
È separata dal motore di backup che funziona in autonomia come servizio di sistema.
Non dispone di funzioni per la consultazione cronologica (versioni) dei salvataggi ne per il ripristino.

## Requisiti software
Sistemi operativi supportati:
- Windows XP SP2 - 32 bit e 64 bit
- Windows Server 2003 - 32 bit e 64 bit
- Windows Vista - 32 bit e 64 bit
- Windows Server 2008 - 32 bit e 64 bit
- Windows 7 - 32 bit e 64 bit

## Funzioni supportate
- Disk spanning (suddivisione del backup su supporti diversi)
- creazione archivi .zip e 7z con diversi livelli di compressione, con password ecc.
- creazione archivi ISO
- diversi set di backup con diverse impostazioni
- Drag and Drop di file e cartelle (trascinamento col mouse)
- salvataggio diretto su CD/DVD o supporti USB
- notifica via email del backup avvenuto
- verifica del backup
- backup incrementali, differenziali e programmabili nel tempo (scheduling)
- Volume Shadow Copy (backup anche dei file attualmente in uso)
- funzioni a riga di comando e scripting per amministratori di sistema
- backup esterni su rete LAN o su FTP